# Godsmack (album)
Godsmack – album studyjny amerykańskiego zespołu Godsmack wydany 25 sierpnia 1998 roku nakładem Universal Records i Republic Records. Jest wydaną pod skrzydłami dużej komercyjnej wytwórni, wysokonakładową, zremasterowaną wersją albumu All Wound Up, faktycznie pierwszego albumu studyjnego Godsmacka, wydanego lokalnie w rodzinnych stronach zespołu w lutym 1997 roku w niskim nakładzie za pośrednictwem własnej wytwórni grupy, E.K. Records Company. Oprócz tego Godsmack różni się od All Wound Up oprawą graficzną, rozmieszczeniem utworów na trackliście oraz obecnością na niej instrumentalnego utworu „Someone in London” w miejscu usuniętego utworu „Goin’ Down” (pojawił się na wydanym w 2000 roku albumie studyjnym Awake). Godsmack został zrealizowany z udziałem perkusisty Tommy’ego Stewarta, oryginalnego członka zespołu, który na krótko przed rozpoczęciem prac nad albumem wrócił do zespołu po tym jak odszedł z niego w 1997 roku – po jego odejściu zastępował go Joe D’Arco, który dołączył do Godsmacka po wydaniu albumu All Wound Up (wszystkie partie perkusyjne na tym albumie zagrał Sully Erna, wokalista i lider zespołu). Przez branżowe media Godsmack jest powszechnie uznawany za pierwszy (debiutancki) album studyjny zespołu. 
Album promowały cztery single: „Whatever” (wydany w 1998 roku), „Keep Away” (wydany w czerwcu 1999 roku), „Voodoo” (wydany w październiku 1999 roku) i „Bad Religion” (wydany na początku 2000 roku). Okładka albumu przedstawia wykonane w 1994 roku zdjęcie Toni Tiller, nowojorczanki zaangażowanej w ówczesną scenę klubową miasta. 
Godsmack zadebiutował na 22. miejscu amerykańskiej listy przebojów Billboard 200. 13 kwietnia 1999 roku uzyskał w Stanach Zjednoczonych złoty certyfikat, 15 czerwca tego roku platynowy certyfikat, w 2001 roku czterokrotny platynowy certyfikat, zaś 20 listopada 2024 roku pięciokrotny platynowy certyfikat. Z kolei w Kanadzie 17 sierpnia 2000 roku pokrył się złotem. 

## Odbiór
Roxanne Blanford z serwisu AllMusic przyznała albumowi 3 gwiazdki na 5 możliwych i stwierdziła, że zespół Godsmack „z przekonaniem wprowadził brzmienia nu metal/rock do ery technologicznej, zręcznie wplatając hałaśliwe, chwytliwe melodie w ciasne ramy pulsujących beatów, przetworzonych wokali oraz dużej liczby zaprogramowanych sampli, edycji i mówionych tekstów.”. Natomiast w recenzji z serwisu Sputnikmusic, gdzie album oceniono na 3.0/5.0, z jednej strony znajdują się pochwały dla pokazanych na wydawnictwie zdolności i umiejętności artystycznych wszystkich członków zespołu, natomiast z drugiej strony np. zarzut o „znaczną ilość odtwórczych rytmów i wzorów, które nie tylko mogą stać się irytująco powtarzalne, ale pozostają w zwykłych sygnaturach czasowych, przez co odmawiają wyjścia poza schemat w coś wyjątkowego.”.
W 1999 roku Godsmack zdobył nagrodę w kategorii Debut Album of the Year na gali Boston Music Awards.
W 2018 roku serwis Loudwire umieścił album na swojej liście 10 najlepszych albumów hardrockowych 1998 roku (10 Best Hard Rock Albums of 1998).

## Kontrowersje
Album początkowo został wycofany ze sprzedaży, m.in. przez amerykańskie sieci handlowe Walmart i Kmart, z powodu zawierających kontrowersyjne wyrażenia tekstów niektórych utworów. W końcu wytwórnia zdecydowała o umieszczeniu na albumie oznaczenia Parental Advisory, a niektóre sklepy zamówiły poprawione kopie wydawnictwa. Sully Erna całą sytuację skomentował w wywiadzie dla magazynu Rolling Stone następująco: 

Nasza płyta jest na rynku od ponad roku bez oznaczenia Parental Advisory i to jest jedyna skarga... Oznaczenia i teksty piosenek są z natury subiektywne... My zdecydowaliśmy jednak o umieszczeniu oznaczenia na płycie.

Sytuacja ta nie tylko nie wpłynęła negatywnie na sprzedaż albumu, ale wręcz według Erny pomogła ją zwiększyć: 

To prawie jak prowokowanie dzieci tak, aby poszły i kupiły płytę w celu przekonania się, co na niej mówimy.

{{Cytat}} Nieprawidłowe/puste pola: "styl".

## Lista utworów
Opracowano na podstawie materiału źródłowego.
| Nr  | Tytuł utworu        | Długość |
| --- | ------------------- | ------- |
| 1.  | „Moon Baby”         | 4:22    |
| 2.  | „Whatever”          | 3:24    |
| 3.  | „Keep Away”         | 4:49    |
| 4.  | „Time Bomb”         | 3:57    |
| 5.  | „Bad Religion”      | 3:13    |
| 6.  | „Immune”            | 4:52    |
| 7.  | „Someone in London” | 2:02    |
| 8.  | „Get Up, Get Out!”  | 3:27    |
| 9.  | „Now or Never”      | 5:03    |
| 10. | „Stress”            | 5:02    |
| 11. | „Situation”         | 5:44    |
| 12. | „Voodoo”            | 9:03    |
|     |                     | 54:58   |

| Utwory dodatkowe – wydanie japońskie z 2000 roku | Utwory dodatkowe – wydanie japońskie z 2000 roku | Utwory dodatkowe – wydanie japońskie z 2000 roku |
| Nr                                               | Tytuł utworu                                     | Długość                                          |
| ------------------------------------------------ | ------------------------------------------------ | ------------------------------------------------ |
| 1.                                               | „Goin’ Down”                                     | 3:31                                             |
| 2.                                               | „Bad Magik”                                      | 4:16                                             |

## Twórcy
Opracowano na podstawie materiału źródłowego.
Zespół Godsmack w składzie
- Sully Erna – wokal, instrumenty klawiszowe (dodatkowe)
- Tony Rombola – gitara, wokal wspierający
- Robbie Merrill – gitara basowa
- Tommy Stewart(inne języki) – perkusja

Dodatkowi muzycy
- Andrew „Mudrock” Murdock(inne języki) – instrumenty perkusyjne (dodatkowe)

Produkcja
- Sully Erna – produkcja muzyczna, programowanie(inne języki) perkusji
- Andrew „Mudrock” Murdock – współprodukcja muzyczna, nagrywanie, inżynieria
- Joe Palmaccio(inne języki) – mastering

## Certyfikaty
| Region                   | Certyfikat |
| ------------------------ | ---------- |
| Kanada (Music Canada)    | złoto      |
| Stany Zjednoczone (RIAA) | 5x platyna |